# Мајен (река)
Мајен (фр. Mayenne) је река у Француској која се углавном налази у региону Лоара. Заједно са реком Сартр формира реку Мен, која се затим улива у Лоару. Дуга је 202 km.

## Географија
Извор реке налази се у департману Орн, између Пре ен Пел и Аласона, у близини општине Лаласел. Извор се налази у подножју планине Авалуар, на надморској висини од 961 м и одатле иде од истока ка западу до Сет Форжа, а након тога скреће ка југу. Након спајања са Одоном, река се спаја са Сартром код Анжеа. Комбинација ових двеју река ствара реку Мену, што је локални изговор за име Мајена. Воде Мене се затим уливају у Лоару јужно од Анжеа.

## Пловност
У 16. веку били су предузети радови на реци како би се она оспособила за пловидбу од Шато Гонтјеа и Лавала. Франсоа I издао је две уредбе, 1536. и 1537. године, које су омогућиле неопходне радове. Захваљујући овим радовима, омогућен је долазак вина из долине Лоаре у Лавал.
Важни радови предузети су у периоду између 1853. и 1868. Године 1863. предузети су пројекти за продубљивање корита Мајене. Река је пловна од Лавала до Лоаре, а канал је направљен од Лавала до Мајене. У 19. веку на реци је била могућа пловидба бродова до 140 тона, а посебно бродова који носе грађевински материјал (дрво и камен), угаљ из рудника Луисери, житарица, воћа и поврћа.